# Nucleósido-trifosfato adenilato cinasa
La nucleósido-trifosfato adenilato cinasa (número EC 2.7.4.10) es una enzima que cataliza la conversión de un nucleósido trifosfato a nucleósido difosfato. El grupo aceptor del fosfato es el AMP que es convertido a ADP.
NTP + AMP {\displaystyle \rightleftharpoons } NDP + ADP (en donde N simboliza a un nucleósido)
Se presenta como monómero y su localización celular es la matriz mitocondrial. A esta enzima se la considera como perteneciente a la familia de las adenilato cinasas. Tiene como nombre alternativo adenilato cinasa 3 (AK3).